# Gambia hívójelkörzetei
Gambia jelenleg (2024) nincs felosztva hívójelkörzetekre.
A Gambia számára az ITU a C5 hívójelprefixet határozta meg.
| Prefix | Körzet | Hely/jelleg                                                    | ITU zóna | CQ zóna | 1 szintű QTH lokátor |
| ------ | ------ | -------------------------------------------------------------- | -------- | ------- | -------------------- |
| C5     | [0..9] | Gambia                                                         | 46       | 35      | IK                   |
| ZD     | 3      | Kivezetve, Az Egyesült Királyság fennhatósága alatt használták | 46       | 35      | IK                   |

## Lajstromjel
Vízi és légi járművek lajstromjelezéséhez a C5 prefixet használják.